# 알바니아 왕자 레카

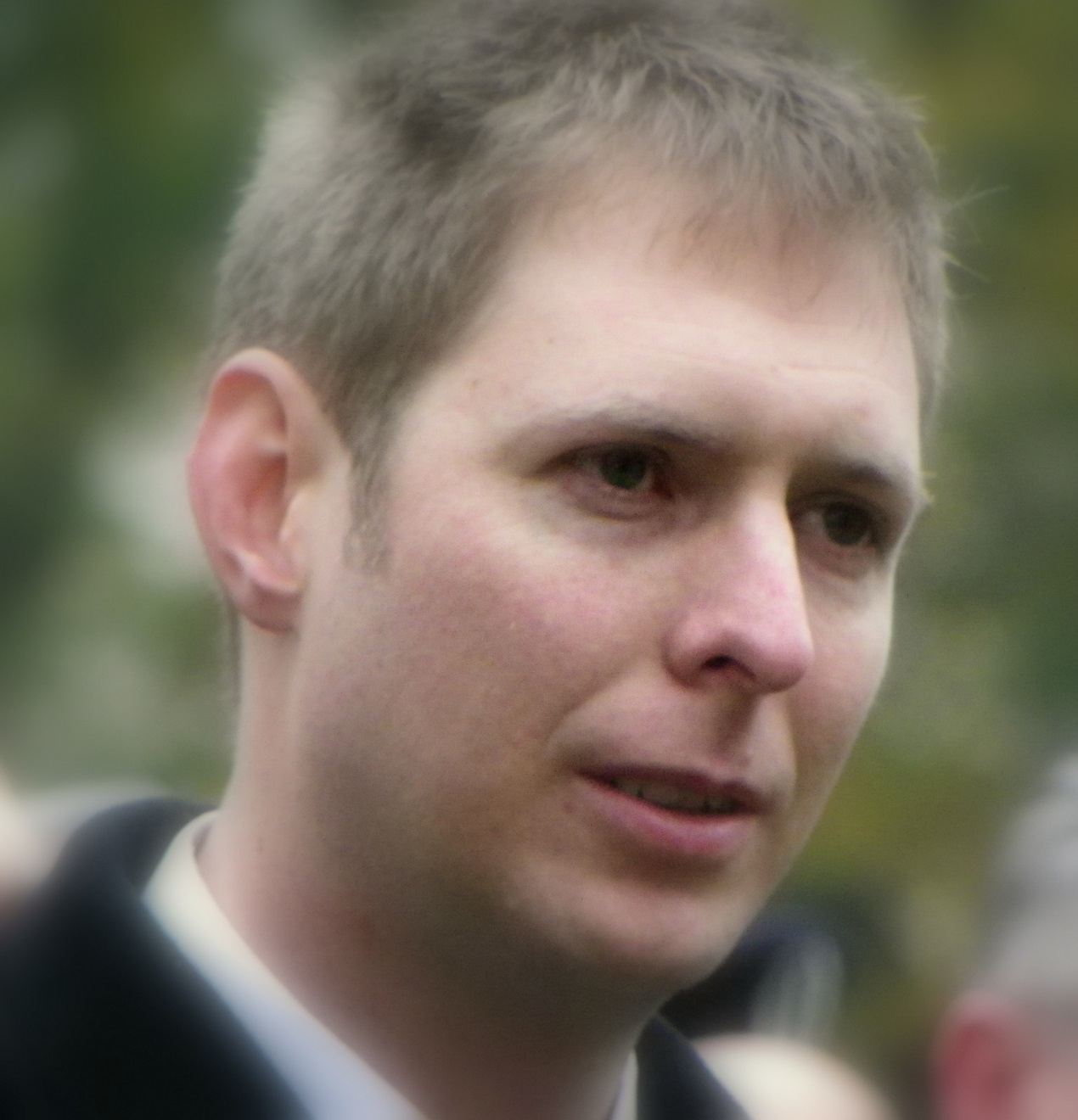
알바니아 왕자 레카

알바니아 왕자 레카(Leka, Prince of Albania, 1982년 3월 26일 ~ )는 현재 알바니아의 옛 왕실인 조구가의 수장이다.